# Rally Cross 2
Rally Cross 2 es un videojuego de carreras desarrollado por 989 Studios e Idol Minds y publicado por Sony Computer Entertainment para PlayStation. Es la secuela de Rally Cross de 1997.

## Jugabilidad
La secuela del caótico juego de carreras de rally todoterreno, Rally Cross. El programador principal, Mark Lyons, y el artista principal, Scott Atkins, de Rally Cross dejaron Sony y formaron una nueva empresa, Idol Minds. Rally Cross 2 fue uno de los dos primeros juegos desarrollados por Idol Minds. Fue un intento de aprovechar el original y al mismo tiempo crear un juego con una curva de aprendizaje más simple.
Rally Cross 2 conserva el terreno accidentado del original, con aún más saltos y choques. La pantalla dividida para 4 jugadores y múltiples toques no se incluyeron en la secuela, pero se mantuvo la pantalla dividida para 2 jugadores. Se agregó la capacidad de controlar atributos como la suspensión, los neumáticos y la dirección, así como la capacidad de pintar el automóvil con un color primario y de detalle que se puede elegir entre una amplia paleta.
Una vez más, los recorridos se pueden correr hacia adelante o hacia atrás, y en modo suicida (los autos corren en direcciones opuestas al mismo tiempo). El modo de temporada de carreras múltiples todavía existe. Una de las mayores incorporaciones es el editor de pistas. Hay aproximadamente una docena de piezas diferentes que se pueden rotar y colocar en una cuadrícula 2D para crear pistas completamente nuevas.
Los autos todavía se ponen en posición vertical con los botones laterales, pero ahora solo requiere presionar un botón en lugar de los múltiples movimientos de balanceo del original. El manejo ha cambiado significativamente ya que los autos tienden a colarse en las esquinas en lugar de volcarse, pero los choques a alta velocidad aún resultarán en un auto volteado.

### Modos de juego
- Carrera única: Se elige cualquier vehículo y pista y se compite contra tres oponentes, hay tres submodos, Normal, que se explica por sí mismo, De frente, que es donde un oponente corre en la dirección opuesta al jugador y Suicida, que es lo mismo que De frente pero con tres oponentes.
- Temporada: Recorre una extensa temporada, desbloqueando vehículos y pistas.
- Contrarreloj: Intenta conseguir el mejor tiempo de vuelta posible en una pista determinada.
- Práctica: Practica de habilidades de rally.

Algunas piezas de los vehículos (amortiguadores, dirección, frenos, relaciones, caja de cambios y neumáticos) se pueden modificar a gusto del jugador. Las carrocerías de todos los vehículos también se pueden pintar.
Las dieciséis pistas del juego también están disponibles al revés, lo que hace un total de treinta y dos pistas.

## Recepción
El juego recibió críticas favorables según el sitio web agregación de reseñas GameRankings. Next Generation lo llamó "un segundo esfuerzo muy sólido que coloca al título en el camino correcto para convertirse en una marca establecida, si [los desarrolladores] pueden seguir mejorando el juego tanto en cada secuela". (Irónicamente, este es el último juego en la serie.)